# Equipas ciclistas Profissionais Continentais por Temporada
As temporadas da categoria UCI ProTeam (anteriormente denominados Profissionais Continentais ou também chamados coloquialmente Pró Continentais ou ProContis) avaladas pela UCI, tem tido durante toda sua história a seguintes lista de equipas:

## Temporadas anteriores

### 2005
As 24 equipas que entraram nesta categoria nesta temporada foram estes:
| Código UCI | Equipa                                    |
| ---------- | ----------------------------------------- |
| A2R        | Ag2r Prévoyance                           |
| AGR        | Agritubel                                 |
| ASA        | Acqua & Sapone-Adria Mobil                |
| ATI        | Intel-Action                              |
| CLM        | Selle Italia-Serramenti PVC Diquigiovanni |
| ECV        | Comunidade Valenciana                     |
| JAC        | Chocolade Jacques-T Interim               |
| KAI        | Kaiku                                     |
| LAL        | L.A. Alumínios-Liberty Seguros            |
| LAN        | Landbouwkrediet-Colnago                   |
| LPR        | Team L.P.R.                               |
| MIE        | Miche                                     |

| Código UCI | Equipa                            |
| ---------- | --------------------------------- |
| NIC        | Navigators Insurance Cycling Team |
| NSM        | Naturino-Sapore di Mare           |
| PAN        | Cerámica Panaria-Navigare         |
| RAG        | R.A.G.T. Sémences                 |
| REL        | Relax-Fuenlabrada                 |
| SHM        | Shimano-Memory Corp               |
| TEN        | Tenax-Nobili Rubinetterie         |
| TBL        | Team Barloworld-Valsir            |
| MRB        | MrBookmaker-Sports Tech           |
| WIE        | Team Wiesenhof                    |
| WIT        | Wismilak International Team       |
| ZBZ        | Ed' System-Zvvz                   |

### 2006
As 26 equipas que entraram nesta categoria nesta temporada foram estas:
| Código UCI | Equipa                                    |
| ---------- | ----------------------------------------- |
| ACA        | Andaluzia-Paul Versam                     |
| AGC        | Team 3C Casalinghi Jet Androni Giocatolli |
| AGR        | Agritubel                                 |
| ASA        | Acqua & Sapone                            |
| BAR        | Barloworld                                |
| CLM        | Selle Italia-Serramenti PVC Diquigiovanni |
| ECV        | Comunidade Valenciana                     |
| ELK        | ELK Haus-Simplon                          |
| DFL        | DFL-Cyclingnews-Litespeed                 |
| FLM        | Ceramica Flaminia                         |
| INT        | Intel-Action                              |
| JAC        | Chocolade Jacques-Topsport Vlaanderen     |
| KAI        | Kaiku                                     |

| Código UCI | Equipa                            |
| ---------- | --------------------------------- |
| LAN        | Landbouwkrediet-Colnago           |
| LPR        | Team L.P.R.                       |
| MIE        | Miche                             |
| MOL        | 3 Molinos Resort                  |
| NIC        | Navigators Insurance Cycling Team |
| NSM        | Naturino-Sapore di Mare           |
| PAN        | Cerámica Panaria-Navigare         |
| REL        | Relax-GAM                         |
| SKS        | Skil-Shimano                      |
| TEN        | Team Tenax Salmilano              |
| UNI        | Unibet.com                        |
| VBG        | Team Vorarlberg                   |
| WIE        | Team Wiesenhof Akud               |

### 2007
As 28 equipas que entraram nesta categoria nesta temporada foram estes:
| Código UCI | Equipa                                |
| ---------- | ------------------------------------- |
| ACA        | Andalucía-CajaSur                     |
| AGR        | Agritubel                             |
| ALÇA       | Acqua & Sapone-Caffe Mokambo          |
| BAR        | Barloworld                            |
| ELK        | ELK Haus-Simplon                      |
| DFL        | DFL-Cyclingnews-Litespeed             |
| DPC        | Drapac Porsche Development Program    |
| FTV        | Fuerteventura-Canárias                |
| FLM        | Ceramica Flaminia                     |
| HNM        | Health Net presented by Maxxis        |
| INT        | Intel-Action                          |
| JAC        | Chocolade Jacques-Topsport Vlaanderen |
| KGZ        | Karpin Galicia                        |
| LAN        | Landbouwkrediet-Tönissteiner          |

| Código UCI | Equipa                                    |
| ---------- | ----------------------------------------- |
| LPR        | Team L.P.R.                               |
| NIC        | Navigators Insurance Cycling Team         |
| OTC        | OTC Doors-Lauretana                       |
| PAN        | Cerámica Panaria                          |
| PSK        | PSK Whirlpool-Author                      |
| REL        | Relax-GAM                                 |
| SDA        | Serramenti PVC Diquigiovanni-Selle Italia |
| SKS        | Skil-Shimano                              |
| SLB        | Benfica                                   |
| TCS        | Tinkoff Credit Systems                    |
| TEN        | Tenax                                     |
| TSL        | Team Slipstream                           |
| VBG        | Team Volksbank                            |
| WIE        | Team Wiesenhof Felt                       |

### 2008
As 25 equipas que entraram nesta categoria nesta temporada foram estas:
| Código UCI | Equipa                          |
| ---------- | ------------------------------- |
| ACA        | Andalucía-CajaSur               |
| AGR        | Agritubel                       |
| ASA        | Acqua & Sapone                  |
| BAR        | Barloworld                      |
| BMC        | BMC Racing Team                 |
| COS        | Cycle Collstrop                 |
| CSF        | CSF Group Navigare              |
| ELK        | ELK Haus-Simplon                |
| FLM        | Ceramica Flaminia-Bossini Docce |
| GAP        | Preti Mangimi-Prisma Stufe      |
| GNM        | Contentpolis-Murcia             |
| KGZ        | Karpin Galicia                  |
| LAN        | Landbouwkrediet-Tönissteiner    |

| Código UCI | Equipa                                          |
| ---------- | ----------------------------------------------- |
| LPR        | LPR Brakes-Ballan                               |
| MIT        | Mitsubishi-Jartazi                              |
| NGC        | NGC Medical-OTC Indústria Porte                 |
| PSK        | PSK Whirlpool-Author                            |
| SDA        | Serramenti PVC Diquigiovanni-Androni Giocattoli |
| SKS        | Skil-Shimano                                    |
| SLB        | Benfica                                         |
| SPI        | Extremadura                                     |
| TCS        | Tinkoff Credit Systems                          |
| TSL        | Garmin-Chipotle presented by H3Ou               |
| TSV        | Topsport Vlaanderen                             |
| VBG        | Volksbank-Corratec                              |

- Em rosa indicam-se os que não tiveram acesso às carreiras do UCI ProTour de 2008 como não se aderiram ao passaporte biológico.[5]
- Em amarelo indica-se o que recebeu a autorização a participar em carreiras do UCI ProTour de 2008 com a condição de que não participasse nelas o seu ciclista Franck Vandenbroucke envolvido em vários casos de dopagem.[6]

### 2009
A partir de 2009, pela primeira vez em muitos anos, as equipas desta segunda divisão puderam entrar nas classificações da máxima categoria renomeada nesse ano por UCI World Ranking. A última vez que ocorreu isso foi em 1998 já que não existia diferenciação por categorias.
Veja-se Equipas Profissionais Continentais 2009
Ademais, nesse ano a UCI criou um ranking global, não pertencente aos Circuitos Continentais mas se baseando em suas pontuações, das equipas enquadradas nesta categoria ainda que só pontuaram os que estiveram adscritos ao programa do passaporte biológico. Para isso só se tiveram em conta as carreiras dos Circuitos Continentais da UCI (a soma de todos os circuitos). Dentre os 21 equipas desta categoria foram eliminados as equipas Amica Chips-Knauf, ELK Haus e PSK Whirlpool-Author por não estar adscritos ao passaporte biológico. Apesar de que a equipa Cervélo fora a primeira equipa Profissional Continental da classificação por equipas do UCI World Ranking não foi primeiro neste ranking. A classificação final foi:
| \| 1. \| Agritubel \| 1.597 p. \| \| 2. \| Serramenti PVC Diquigiovanni-Androni Giocattoli \| 1.254 p. \| \| 3. \| Cervélo \| 1.047 p. \| \| 4. \| Skil-Shimano \| 1.014 p. \| \| 5. \| Vacansoleil \| 1.012 p. \| |                                                 |          |
| 1. | Agritubel                                       | 1.597 p. |
| 2. | Serramenti PVC Diquigiovanni-Androni Giocattoli | 1.254 p. |
| 3. | Cervélo                                         | 1.047 p. |
| 4. | Skil-Shimano                                    | 1.014 p. |
| 5. | Vacansoleil                                     | 1.012 p. |

- Total de equipas com pontuação: 18 (todos)

### 2010
Veja-se Equipas Profissionais Continentais de 2010

### 2011
A partir de 2011 as equipas desta segunda divisão deixaram de novo de pontuar para a classificação da máxima categoria. Com respeito às equipas da temporada de 2010 entraram a nova equipa criada nessa mesma temporada do De Rosa-Ceramica Flaminia (depois da fusão do De Rosa-Stac Plastic e Ceramica Flaminia); os ascendidos Bretagne-Schuller, Caja Rural, Colombia es Pasión-Café de Colombia, Team NetApp, Team SpiderTech Powered by C10, Team Type 1 (que depois se renomeou por Team Type 1-Sanofi), UnitedHealthcare ProCycling e Veranda´s Willems-Accent (desde a categoria Continental); e os descidos FDJ e Geox-TMC (antigo Footon-Servetto) (11 ao todo). Por sua vez saíram as equipas desaparecidas da Ceramica Flaminia e De Rosa-Stac Plastic (fundidos no De Rosa-Ceramica Flaminia), Carmiooro-NGC, Cervélo Test Team e Xacobeo Galicia; os ascendidos BMC Racing Team e Vacansoleil Pro Cycling Team; e os descidos Scott-Marcondes César-São José dos Campos (a amador) e Vorarlberg-Corratec (a Continental) (9 ao todo).
Nesta temporada depois de recusar a solicitação por não cumprir os requisitos do Pegasus Sports finalmente foram estes as 23 equipas seleccionadas nesta categoria:
| Código UCI | Equipa                              | Nº de carreiras do UCI World Tour nas que participaram |
| ---------- | ----------------------------------- | ------------------------------------------------------ |
| ASA        | Acqua & Sapone                      | 4                                                      |
| ACG        | Andalucía Caja Granada              | 3                                                      |
| AND        | Androni Giocattoli                  | 3                                                      |
| BSC        | Bretagne-Schuller                   | 3                                                      |
| CJR        | Caja Rural                          | 3                                                      |
| CCC        | CCC Polsat Polkowice                | 3                                                      |
| COF        | Cofidis, le Crédit en Ligne         | 17                                                     |
| COG        | Colnago-CSF Inox                    | 3                                                      |
| CEP        | Colombia es Pasión-Café de Colombia | 1                                                      |
| DER        | De Rosa-Ceramica Flaminia           | 1                                                      |
| FAR        | Farnese Vini-Neri Sottoli           | 5                                                      |
| FDJ        | FDJ                                 | 13                                                     |
| GEO        | Geox-TMC                            | 8                                                      |
| LAN        | Landboukrediet                      | 5                                                      |
| SAU        | Saur-Sojasun                        | 7                                                      |
| SKS        | Team Argos-Shimano                  | 12                                                     |
| EUC        | Team Europcar                       | 12                                                     |
| APP        | Team NetApp                         | 3                                                      |
| CSM        | Team SpiderTech Powered by C10      | 2                                                      |
| TT1        | Team Type 1                         | 1                                                      |
| TSV        | Topsport Vlaanderen-Mercator        | 6                                                      |
| UHC        | UnitedHealthcare Pro Cycling        | 0                                                      |
| VWA        | Veranda´s Willems-Accent            | 6                                                      |

### 2012
Com respeito às equipas da temporada de 2011 entraram as novas equipas criadas nessa mesma temporada do Colombia-Coldeportes e RusVelo; e o ascendido Champion System Pro Cycling Team (desde a categoria Continental) (3 ao todo). Por sua vez saíram as equipas desaparecidas do Geox-TMC; o ascendido FDJ; e os descidos do CCC Polsat Polkowice (à Continental) e Colombia es Pasión-Café de Colombia (a amador) (4 ao todo).
Finalmente os 22 equipas seleccionadas nesta categoria foram:
| Código UCI | Equipa                            | Nº de carreiras do UCI World Tour nas que participaram (inclui-se a Contrarrelógio por equipas de o Campeonato Mundial de Ciclismo em Estrada) |
| ---------- | --------------------------------- | --- |
| ACC        | Accent Jobs-Willems Veranda´s     | 7 |
| ASA        | Acqua & Sapone                    | 5 |
| ACG        | Andalucía                         | 3 |
| AND        | Androni Giocattoli-Venezuela      | 3 |
| BSC        | Bretagne-Schuller                 | 2 |
| CJR        | Caja Rural                        | 5 |
| CSS        | Champion System Pro Cycling Team  | 1 |
| COF        | Cofidis, le Crédit en Ligne       | 12 |
| COG        | Colnago-CSF Inox                  | 4 |
| COL        | Colombia-Coldeportes              | 5 |
| FAR        | Farnese Vini-Selle Italia         | 11 |
| LAN        | Landbouwkrediet-Euphony           | 6 |
| RVL        | RusVelo                           | 1 |
| SAU        | Saur-Sojasun                      | 9 |
| ARG        | Team Argos-Shimano                | 19 |
| EUC        | Team Europcar                     | 12 |
| APP        | Team NetApp                       | 4 |
| SPI        | Team SpiderTech powered by C10    | 4 |
| TT1        | Team Type 1-Sanofi                | 6 |
| TSV        | Topsport Vlaanderen-Mercator      | 8 |
| UHC        | UnitedHealthcare Pro Cycling Team | 0 |
| UMA        | Utensilnord Named                 | 5 |

### 2013
Com respeito às equipas da temporada de 2012 entraram a nova equipa criada nessa mesma temporada do IAM Cycling; os ascendidos CCC Polsat Polkowice e MTN Qhubeka (desde a categoria Continental) (3 ao todo). Por sua vez saíram os desaparecidos da Acqua & Sapone, Andalucía e Team SpiderTech powered by C10; o ascendido Team Argos-Shimano; e o descido do Utensilnord Named (a Continental) (5 ao todo).
Nesta temporada depois de recusar a solicitação por não cumprir os requisitos do Andalucía e depois da admissão a última hora do RusVelo estes são os 20 equipas seleccionadas nesta categoria:
| Código UCI | Equipa                            | Nº de carreiras do UCI World Tour nas que participaram (se inclui a Contrarrelógio por equipas de o Campeonato Mundial de Ciclismo em Estrada) |
| ---------- | --------------------------------- | --- |
| AJW        | Accent Jobs-Wanty                 | 8 |
| AND        | Androni Giocattoli-Venezuela      | 3 |
| BAR        | Bardiani Valvole-CSF Inox         | 2 |
| BSC        | Bretagne-Séché Environnement      | 4 |
| CJR        | Caja Rural-Seguros RGA            | 4 |
| CCC        | CCC Polsat Polkowice              | 2 |
| CSS        | Champion System Pro Cycling Team  | 1 |
| COF        | Cofidis, Solutions Crédits        | 11 |
| COL        | Colombia                          | 4 |
| CRE        | Crelan-Euphony                    | 7 |
| IAM        | IAM Cycling                       | 15 |
| MTN        | MTN Qhubeka                       | 5 |
| RVL        | RusVelo                           | 0 |
| SOJ        | Sojasun                           | 8 |
| EUC        | Team Europcar                     | 16 |
| TNE        | Team NetApp-Endura                | 11 |
| TNN        | Team Novo Nordisk                 | 0 |
| TSV        | Topsport Vlaanderen-Baloise       | 9 |
| UHC        | UnitedHealthcare Pro Cycling Team | 0 |
| VIN        | Vini Fantini-Selle Italia         | 6 |

### 2014
Com respeito às equipas da temporada de 2013, foram menos três equipas. Entrou a equipa australiana Drapac Cycling, depois de ascender desde a categoria Continental e quatro equipas saíram da categoria; o Europcar que ascendeu a UCI ProTeam e se produziram os desaparecimentos das equipas Champion System, Crelan-Euphony e Sojasun.
Portanto os 17 equipas seleccionadas nesta categoria foram:
| Código UCI | Equipa                                     | Nº de carreiras do UCI World Tour nas que participaram (se inclui a Contrarrelógio por equipas de o Campeonato Mundial de Ciclismo em Estrada) |
| ---------- | ------------------------------------------ | --- |
| AND        | Androni Giocattoli-Venezuela               | 7 |
| BAR        | Bardiani CSF                               | 6 |
| BSE        | Bretagne-Séché Environnement               | 4 |
| CJR        | Caja Rural-Seguros RGA                     | 5 |
| CCC        | CCC Polsat Polkowice                       | 4 |
| COF        | Cofidis, Solutions Crédits                 | 12 |
| COL        | Colombia                                   | 4 |
| DPC        | Drapac Professional Cycling                | 1 |
| IAM        | IAM Cycling                                | 17 |
| MTN        | MTN Qhubeka                                | 9 |
| NRI        | Neri Sottoli                               | 4 |
| RVL        | RusVelo                                    | 1 |
| TNE        | Team NetApp-Endura                         | 10 |
| TNN        | Team Novo Nordisk                          | 0 |
| TSV        | Topsport Vlaanderen-Baloise                | 8 |
| UHC        | UnitedHealthcare Professional Cycling Team | 4 |
| WGG        | Wanty-Groupe Gobert                        | 11 |

### 2015
20 equipas registaram-se nesta categoria, três mais que na temporada de 2014. Entraram a Nippo-Vini Fantini e a Cult Energy Pro Cycling, ascendidos desde a categoria continental e a nova equipa neerlandêsa Team Roompot, enquanto saiu da mesma a IAM Cycling que ascendeu a UCI ProTeam.
Estas equipas além de participar nos diferentes circuitos continentais, tiveram acesso mediante convite às carreiras que integraram o UCI World Tour.
A seguinte tabela mostra as 20 equipas e as carreiras às que foram convidados, se incluindo a contrarrelógio por equipas do mundial de ciclismo de estrada.
| Cód. UCI | Equipa                                     | DU | PN | TA | MSR | CAT | E3 | GW | FLA | VAIS | PR | AGR | FV | LBL | ROM | ITA | DAU | SUI | FRA | SS | POL | ENE | ESP | VAT | PLO | QUE | MON | LOM | Mundial | Total |
| -------- | ------------------------------------------ | -- | -- | -- | --- | --- | -- | -- | --- | ---- | -- | --- | -- | --- | --- | --- | --- | --- | --- | -- | --- | --- | --- | --- | --- | --- | --- | --- | ------- | ----- |
| AND      | Androni Giocattoli                         |    |    |    |     |     |    |    |     |      |    |     |    |     |     |     |     |     |     |    |     |     |     |     |     |     |     |     |         | 5     |
| BAR      | Bardiani CSF                               |    |    |    |     |     |    |    |     |      |    |     |    |     |     |     |     |     |     |    |     |     |     |     |     |     |     |     |         | 5     |
| BOA      | Bora-Argon 18                              |    |    |    |     |     |    |    |     |      |    |     |    |     |     |     |     |     |     |    |     |     |     |     |     |     |     |     |         | 12    |
| BSE      | Bretagne-Séché Environnement               |    |    |    |     |     |    |    |     |      |    |     |    |     |     |     |     |     |     |    |     |     |     |     |     |     |     |     |         | 6     |
| CJR      | Caja Rural-Seguros RGA                     |    |    |    |     |     |    |    |     |      |    |     |    |     |     |     |     |     |     |    |     |     |     |     |     |     |     |     |         | 4     |
| CCC      | CCC Sprandi Polkowice                      |    |    |    |     |     |    |    |     |      |    |     |    |     |     |     |     |     |     |    |     |     |     |     |     |     |     |     |         | 8     |
| COF      | Cofidis, Solutions Crédits                 |    |    |    |     |     |    |    |     |      |    |     |    |     |     |     |     |     |     |    |     |     |     |     |     |     |     |     |         | 14    |
| COL      | Colombia                                   |    |    |    |     |     |    |    |     |      |    |     |    |     |     |     |     |     |     |    |     |     |     |     |     |     |     |     |         | 5     |
| CLT      | Cult Energy Pro Cycling                    |    |    |    |     |     |    |    |     |      |    |     |    |     |     |     |     |     |     |    |     |     |     |     |     |     |     |     |         | 4     |
| DPC      | Drapac Professional Cycling                |    |    |    |     |     |    |    |     |      |    |     |    |     |     |     |     |     |     |    |     |     |     |     |     |     |     |     |         | 3     |
| MTN      | MTN Qhubeka                                |    |    |    |     |     |    |    |     |      |    |     |    |     |     |     |     |     |     |    |     |     |     |     |     |     |     |     |         | 13    |
| NIP      | Nippo-Vini Fantini                         |    |    |    |     |     |    |    |     |      |    |     |    |     |     |     |     |     |     |    |     |     |     |     |     |     |     |     |         | 3     |
| RVL      | RusVelo                                    |    |    |    |     |     |    |    |     |      |    |     |    |     |     |     |     |     |     |    |     |     |     |     |     |     |     |     |         | 0     |
| STH      | Southeast                                  |    |    |    |     |     |    |    |     |      |    |     |    |     |     |     |     |     |     |    |     |     |     |     |     |     |     |     |         | 5     |
| EUC      | Team Europcar                              |    |    |    |     |     |    |    |     |      |    |     |    |     |     |     |     |     |     |    |     |     |     |     |     |     |     |     |         | 15    |
| TNN      | Novo Nordisk                               |    |    |    |     |     |    |    |     |      |    |     |    |     |     |     |     |     |     |    |     |     |     |     |     |     |     |     |         | 1     |
| ROP      | Roompot Oranje Peloton                     |    |    |    |     |     |    |    |     |      |    |     |    |     |     |     |     |     |     |    |     |     |     |     |     |     |     |     |         | 7     |
| TSV      | Topsport Vlaanderen-Baloise                |    |    |    |     |     |    |    |     |      |    |     |    |     |     |     |     |     |     |    |     |     |     |     |     |     |     |     |         | 9     |
| UHC      | UnitedHealthcare Professional Cycling Team |    |    |    |     |     |    |    |     |      |    |     |    |     |     |     |     |     |     |    |     |     |     |     |     |     |     |     |         | 4     |
| WGG      | Wanty-Groupe Gobert                        |    |    |    |     |     |    |    |     |      |    |     |    |     |     |     |     |     |     |    |     |     |     |     |     |     |     |     |         | 11    |
|          | Convites outorgados                        | 2  | 3  | 5  | 8   | 7   | 7  | 8  | 8   | 2    | 8  | 8   | 8  | 8   | 1   | 5   | 4   | 2   | 5   | 2  | 2   | 3   | 5   | 3   | 7   | 4   | 4   | 8   | 2       |       |

1. ↑  Participou uma equipa convidada, a selecção nacional da Austrália chamada UniSA Australia.
2. ↑  Participou uma equipa convidada, a selecção nacional da Polónia chamada Reprezentacja Polski.
3. 1 2  Participou uma equipa convidada, a selecção nacional de Canadá.

### 2016
Na temporada de 2016, são 23 as equipas pertencentes a esta categoria. Entraram a Delko Marseille Provence KTM, a Funvic Soul Cycles-Carrefour, a ONE Pro Cycling, a Team Roth e a Verva ActiveJet ascendidos desde a categoria Continental (5 ao todo), enquanto saiu da mesma o MTN-Qhubeka que ascendeu a UCI ProTeam com o novo nome de Dimension Data e se produziu o desaparecimento do Team Colombia.
| Cód. UCI | Equipa                                     | DU | PN | TA | MSR | CAT | E3 | GW | FLA | VAIS | PR | AGR | FV | LBL | ROM | ITA | DAU | SUI | FRA | POL | SS | ESP | VAT | PLO | QUE | MON | ENE | LOM | Mundial | Total |
| -------- | ------------------------------------------ | -- | -- | -- | --- | --- | -- | -- | --- | ---- | -- | --- | -- | --- | --- | --- | --- | --- | --- | --- | -- | --- | --- | --- | --- | --- | --- | --- | ------- | ----- |
| AND      | Androni Giocattoli-Sidermec                |    |    |    |     |     |    |    |     |      |    |     |    |     |     |     |     |     |     |     |    |     |     |     |     |     |     |     |         | 3     |
| BAR      | Bardiani CSF                               |    |    |    |     |     |    |    |     |      |    |     |    |     |     |     |     |     |     |     |    |     |     |     |     |     |     |     |         | 8     |
| BOA      | Bora-Argon 18                              |    |    |    |     |     |    |    |     |      |    |     |    |     |     |     |     |     |     |     |    |     |     |     |     |     |     |     |         | 12    |
| CJR      | Caja Rural-Seguros RGA                     |    |    |    |     |     |    |    |     |      |    |     |    |     |     |     |     |     |     |     |    |     |     |     |     |     |     |     |         | 5     |
| CCC      | CCC Sprandi Polkowice                      |    |    |    |     |     |    |    |     |      |    |     |    |     |     |     |     |     |     |     |    |     |     |     |     |     |     |     |         | 11    |
| COF      | Cofidis, Solutions Crédits                 |    |    |    |     |     |    |    |     |      |    |     |    |     |     |     |     |     |     |     |    |     |     |     |     |     |     |     |         | 16    |
| DMP      | Delko Marseille Provence KTM               |    |    |    |     |     |    |    |     |      |    |     |    |     |     |     |     |     |     |     |    |     |     |     |     |     |     |     |         | 4     |
| DNK      | Direct Énergie                             |    |    |    |     |     |    |    |     |      |    |     |    |     |     |     |     |     |     |     |    |     |     |     |     |     |     |     |         | 13    |
| DPC      | Drapac Professional Cycling                |    |    |    |     |     |    |    |     |      |    |     |    |     |     |     |     |     |     |     |    |     |     |     |     |     |     |     |         | 1     |
| FVC      | Fortuneo-Vital Concept                     |    |    |    |     |     |    |    |     |      |    |     |    |     |     |     |     |     |     |     |    |     |     |     |     |     |     |     |         | 7     |
| FSC      | Funvic Soul Cycles-Carrefour               |    |    |    |     |     |    |    |     |      |    |     |    |     |     |     |     |     |     |     |    |     |     |     |     |     |     |     |         | 0     |
| GAZ      | Gazprom-RusVelo                            |    |    |    |     |     |    |    |     |      |    |     |    |     |     |     |     |     |     |     |    |     |     |     |     |     |     |     |         | 3     |
| NIP      | Nippo-Vini Fantini                         |    |    |    |     |     |    |    |     |      |    |     |    |     |     |     |     |     |     |     |    |     |     |     |     |     |     |     |         | 3     |
| ONE      | ONE Pro Cycling                            |    |    |    |     |     |    |    |     |      |    |     |    |     |     |     |     |     |     |     |    |     |     |     |     |     |     |     |         | 1     |
| ROP      | Roompot Oranje Peloton                     |    |    |    |     |     |    |    |     |      |    |     |    |     |     |     |     |     |     |     |    |     |     |     |     |     |     |     |         | 9     |
| STH      | Southeast-Venezuela                        |    |    |    |     |     |    |    |     |      |    |     |    |     |     |     |     |     |     |     |    |     |     |     |     |     |     |     |         | 5     |
| SSG      | Stölting Service Group                     |    |    |    |     |     |    |    |     |      |    |     |    |     |     |     |     |     |     |     |    |     |     |     |     |     |     |     |         | 2     |
| TNN      | Team Novo Nordisk                          |    |    |    |     |     |    |    |     |      |    |     |    |     |     |     |     |     |     |     |    |     |     |     |     |     |     |     |         | 2     |
| ROT      | Team Roth                                  |    |    |    |     |     |    |    |     |      |    |     |    |     |     |     |     |     |     |     |    |     |     |     |     |     |     |     |         | 2     |
| TSV      | Topsport Vlaanderen-Baloise                |    |    |    |     |     |    |    |     |      |    |     |    |     |     |     |     |     |     |     |    |     |     |     |     |     |     |     |         | 8     |
| UHC      | UnitedHealthcare Professional Cycling Team |    |    |    |     |     |    |    |     |      |    |     |    |     |     |     |     |     |     |     |    |     |     |     |     |     |     |     |         | 0     |
| VAT      | Verva ActiveJet Pro Cycling Team           |    |    |    |     |     |    |    |     |      |    |     |    |     |     |     |     |     |     |     |    |     |     |     |     |     |     |     |         | 4     |
| WGG      | Wanty-Groupe Gobert                        |    |    |    |     |     |    |    |     |      |    |     |    |     |     |     |     |     |     |     |    |     |     |     |     |     |     |     |         | 12    |
|          | Convites outorgados                        | 2  | 4  | 5  | 7   | 6   | 7  | 7  | 7   | 2    | 7  | 7   | 7  | 7   | 2   | 4   | 4   | 4   | 4   | 7   | 2  | 4   | 4   | 7   | 3   | 3   | 4   | 7   | 1       |       |

1. ↑  Participou uma equipa convidada, a selecção nacional da Austrália chamada UniSA Australia.
2. ↑  Participou uma equipa convidada, a selecção nacional da Polónia.
3. 1 2  Participou uma equipa convidada, a selecção nacional do Canadá.

### 2017
Na temporada de 2017, foram 22 as equipas pertencentes a esta categoria. Entraram as novas equipas a Manzana Postobón Team, a Aqua Blue Sport, a Israel Cycling Academy, a Vérandas Willems-Crelan e a WB Veranclassic Aqua Protect ascendidos desde a categoria Continental (5 ao todo), enquanto saiu da mesma a ONE Pro Cycling, e a Team Roth que desceram à 3.ª divisão na categoria Continental, enquanto produziu-se o desaparecimento das equipas Drapac Professional Cycling, Verva ActiveJet Pro Cycling Team e a Stölting Service Group. Por último a equipa Bora-Argon 18 ascendeu à categoria UCI World Team com o novo nome de Bora-Hansgrohe.
| Cód. UCI | Equipa                       | DU | CEG | TAD | OHN | SB | PN | TA | MSR | CAT | AFL | E3H | GW | FLAN | VAIS | PR | AGR | FV | LBL | ROM | GPF | ITA | CAL | DAU | SUI | FRA | SS | POL | RLC | BBT | ESP | EE | PLO | QUE | MON | LOM | TUR | GUA | Mundial | Total |
| -------- | ---------------------------- | -- | --- | --- | --- | -- | -- | -- | --- | --- | --- | --- | -- | ---- | ---- | -- | --- | -- | --- | --- | --- | --- | --- | --- | --- | --- | -- | --- | --- | --- | --- | -- | --- | --- | --- | --- | --- | --- | ------- | ----- |
| ANS      | Androni Giocattoli           |    |     |     |     |    |    |    |     |     |     |     |    |      |      |    |     |    |     |     |     |     |     |     |     |     |    |     |     |     |     |    |     |     |     |     |     |     |         | 6     |
| ABS      | Aqua Blue Sport              |    |     |     |     |    |    |    |     |     |     |     |    |      |      |    |     |    |     |     |     |     |     |     |     |     |    |     |     |     |     |    |     |     |     |     |     |     |         | 8     |
| BAR      | Bardiani CSF                 |    |     |     |     |    |    |    |     |     |     |     |    |      |      |    |     |    |     |     |     |     |     |     |     |     |    |     |     |     |     |    |     |     |     |     |     |     |         | 9     |
| CJR      | Caja Rural-Seguros RGA       |    |     |     |     |    |    |    |     |     |     |     |    |      |      |    |     |    |     |     |     |     |     |     |     |     |    |     |     |     |     |    |     |     |     |     |     |     |         | 7     |
| CCC      | CCC Sprandi Polkowice        |    |     |     |     |    |    |    |     |     |     |     |    |      |      |    |     |    |     |     |     |     |     |     |     |     |    |     |     |     |     |    |     |     |     |     |     |     |         | 10    |
| COF      | Cofidis, Solutions Crédits   |    |     |     |     |    |    |    |     |     |     |     |    |      |      |    |     |    |     |     |     |     |     |     |     |     |    |     |     |     |     |    |     |     |     |     |     |     |         | 19    |
| DMP      | Delko Marseille Provence KTM |    |     |     |     |    |    |    |     |     |     |     |    |      |      |    |     |    |     |     |     |     |     |     |     |     |    |     |     |     |     |    |     |     |     |     |     |     |         | 4     |
| DNK      | Direct Énergie               |    |     |     |     |    |    |    |     |     |     |     |    |      |      |    |     |    |     |     |     |     |     |     |     |     |    |     |     |     |     |    |     |     |     |     |     |     |         | 14    |
| FVC      | Fortuneo-Vital Concept       |    |     |     |     |    |    |    |     |     |     |     |    |      |      |    |     |    |     |     |     |     |     |     |     |     |    |     |     |     |     |    |     |     |     |     |     |     |         | 6     |
| GAZ      | Gazprom-RusVelo              |    |     |     |     |    |    |    |     |     |     |     |    |      |      |    |     |    |     |     |     |     |     |     |     |     |    |     |     |     |     |    |     |     |     |     |     |     |         | 11    |
| ICA      | Israel Cycling Academy       |    |     |     |     |    |    |    |     |     |     |     |    |      |      |    |     |    |     |     |     |     |     |     |     |     |    |     |     |     |     |    |     |     |     |     |     |     |         | 6     |
| MZN      | Manzana Postobón Team        |    |     |     |     |    |    |    |     |     |     |     |    |      |      |    |     |    |     |     |     |     |     |     |     |     |    |     |     |     |     |    |     |     |     |     |     |     |         | 2     |
| NIP      | Nippo-Vini Fantini           |    |     |     |     |    |    |    |     |     |     |     |    |      |      |    |     |    |     |     |     |     |     |     |     |     |    |     |     |     |     |    |     |     |     |     |     |     |         | 6     |
| RNL      | Roompot-Nederlandse Loterij  |    |     |     |     |    |    |    |     |     |     |     |    |      |      |    |     |    |     |     |     |     |     |     |     |     |    |     |     |     |     |    |     |     |     |     |     |     |         | 13    |
| SOU      | Soul Brasil Pro Cycling Team |    |     |     |     |    |    |    |     |     |     |     |    |      |      |    |     |    |     |     |     |     |     |     |     |     |    |     |     |     |     |    |     |     |     |     |     |     |         | 2     |
| SVB      | Sport Vlaanderen-Baloise     |    |     |     |     |    |    |    |     |     |     |     |    |      |      |    |     |    |     |     |     |     |     |     |     |     |    |     |     |     |     |    |     |     |     |     |     |     |         | 12    |
| TNN      | Team Novo Nordisk            |    |     |     |     |    |    |    |     |     |     |     |    |      |      |    |     |    |     |     |     |     |     |     |     |     |    |     |     |     |     |    |     |     |     |     |     |     |         | 5     |
| UHC      | UnitedHealthcare             |    |     |     |     |    |    |    |     |     |     |     |    |      |      |    |     |    |     |     |     |     |     |     |     |     |    |     |     |     |     |    |     |     |     |     |     |     |         | 2     |
| VWC      | Vérandas Willems-Crelan      |    |     |     |     |    |    |    |     |     |     |     |    |      |      |    |     |    |     |     |     |     |     |     |     |     |    |     |     |     |     |    |     |     |     |     |     |     |         | 7     |
| WGG      | Wanty-Groupe Gobert          |    |     |     |     |    |    |    |     |     |     |     |    |      |      |    |     |    |     |     |     |     |     |     |     |     |    |     |     |     |     |    |     |     |     |     |     |     |         | 17    |
| WVA      | WB Veranclassic Aqua Protect |    |     |     |     |    |    |    |     |     |     |     |    |      |      |    |     |    |     |     |     |     |     |     |     |     |    |     |     |     |     |    |     |     |     |     |     |     |         | 8     |
| WIL      | Wilier Selle Italia          |    |     |     |     |    |    |    |     |     |     |     |    |      |      |    |     |    |     |     |     |     |     |     |     |     |    |     |     |     |     |    |     |     |     |     |     |     |         | 7     |
|          | Convites outorgados          |    | 4   | 4   | 10  | 3  | 4  | 4  | 7   | 7   | 9   | 7   | 7  | 7    | 2    | 7  | 6   | 7  | 7   | 1   | 8   | 4   | 3   | 4   | 4   | 4   | 2  | 3   | 8   | 4   | 4   | 3  | 7   | 1   | 1   | 5   | 8   | 2   | 1       |       |

### 2018
Na temporada de 2018, foram 28 as equipas pertencentes a esta categoria. Entraram as novas equipas a Burgos-BH, a Euskadi Basque Country-Murias, a Hagens Berman Axeon, a Holowesko Citadel, a Rally Cycling e a Team Vital Concept, todos eles ascendidos desde a categoria Continental (6 ao todo), enquanto saiu da mesma a Soul Brasil Pro Cycling Team que desceu à 3.ª divisão na categoria Continental, enquanto produziu-se a mudança de nome de um das equipas por Fortuneo-Samsic. Nesta temporada nenhuma equipa subiu à 1.ª divisão UCI World Tour.
| Cód. UCI | Equipa                          | DU | CEG | TAD | OHN | SB | PN | TA | MSR | CAT | AFL | E3H | GW | FLAN | VAIS | PR | AGR | FV | LBL | ROM | GPF | ITA | CAL | DAU | SUI | FRA | SS | POL | RLS | BBT | ESP | EEC | BCO | QUE | MON | LOM | TUR | GUA | Mundial | Total |
| -------- | ------------------------------- | -- | --- | --- | --- | -- | -- | -- | --- | --- | --- | --- | -- | ---- | ---- | -- | --- | -- | --- | --- | --- | --- | --- | --- | --- | --- | -- | --- | --- | --- | --- | --- | --- | --- | --- | --- | --- | --- | ------- | ----- |
| ANS      | Androni Giocattoli-Sidermec     |    |     |     |     |    |    |    |     |     |     |     |    |      |      |    |     |    |     |     |     |     |     |     |     |     |    |     |     |     |     |     |     |     |     |     |     |     |         | 3     |
| ABS      | Aqua Blue Sport                 |    |     |     |     |    |    |    |     |     |     |     |    |      |      |    |     |    |     |     |     |     |     |     |     |     |    |     |     |     |     |     |     |     |     |     |     |     |         | 6     |
| BAR      | Bardiani CSF                    |    |     |     |     |    |    |    |     |     |     |     |    |      |      |    |     |    |     |     |     |     |     |     |     |     |    |     |     |     |     |     |     |     |     |     |     |     |         | 5     |
| BBH      | Burgos-BH                       |    |     |     |     |    |    |    |     |     |     |     |    |      |      |    |     |    |     |     |     |     |     |     |     |     |    |     |     |     |     |     |     |     |     |     |     |     |         | 5     |
| CJR      | Caja Rural-Seguros RGA          |    |     |     |     |    |    |    |     |     |     |     |    |      |      |    |     |    |     |     |     |     |     |     |     |     |    |     |     |     |     |     |     |     |     |     |     |     |         | 5     |
| CCC      | CCC Sprandi Polkowice           |    |     |     |     |    |    |    |     |     |     |     |    |      |      |    |     |    |     |     |     |     |     |     |     |     |    |     |     |     |     |     |     |     |     |     |     |     |         | 6     |
| COF      | Cofidis, Solutions Crédits      |    |     |     |     |    |    |    |     |     |     |     |    |      |      |    |     |    |     |     |     |     |     |     |     |     |    |     |     |     |     |     |     |     |     |     |     |     |         | 18    |
| DMP      | Delko Marseille Provence KTM    |    |     |     |     |    |    |    |     |     |     |     |    |      |      |    |     |    |     |     |     |     |     |     |     |     |    |     |     |     |     |     |     |     |     |     |     |     |         | 5     |
| DNK      | Direct Énergie                  |    |     |     |     |    |    |    |     |     |     |     |    |      |      |    |     |    |     |     |     |     |     |     |     |     |    |     |     |     |     |     |     |     |     |     |     |     |         | 8     |
| EUS      | Euskadi Basque Country-Murias   |    |     |     |     |    |    |    |     |     |     |     |    |      |      |    |     |    |     |     |     |     |     |     |     |     |    |     |     |     |     |     |     |     |     |     |     |     |         | 5     |
| GAZ      | Gazprom-RusVelo                 |    |     |     |     |    |    |    |     |     |     |     |    |      |      |    |     |    |     |     |     |     |     |     |     |     |    |     |     |     |     |     |     |     |     |     |     |     |         | 7     |
| HBA      | Hagens Berman Axeon             |    |     |     |     |    |    |    |     |     |     |     |    |      |      |    |     |    |     |     |     |     |     |     |     |     |    |     |     |     |     |     |     |     |     |     |     |     |         | 1     |
| HCA      | Holowesko Citadel               |    |     |     |     |    |    |    |     |     |     |     |    |      |      |    |     |    |     |     |     |     |     |     |     |     |    |     |     |     |     |     |     |     |     |     |     |     |         | 1     |
| ICA      | Israel Cycling Academy          |    |     |     |     |    |    |    |     |     |     |     |    |      |      |    |     |    |     |     |     |     |     |     |     |     |    |     |     |     |     |     |     |     |     |     |     |     |         | 10    |
| MZN      | Manzana Postobón Team           |    |     |     |     |    |    |    |     |     |     |     |    |      |      |    |     |    |     |     |     |     |     |     |     |     |    |     |     |     |     |     |     |     |     |     |     |     |         | 2     |
| NIP      | Nippo-Vini Fantini-Europa Ovini |    |     |     |     |    |    |    |     |     |     |     |    |      |      |    |     |    |     |     |     |     |     |     |     |     |    |     |     |     |     |     |     |     |     |     |     |     |         | 7     |
| FST      | Fortuneo-Samsic                 |    |     |     |     |    |    |    |     |     |     |     |    |      |      |    |     |    |     |     |     |     |     |     |     |     |    |     |     |     |     |     |     |     |     |     |     |     |         | 11    |
| RLY      | Rally Cycling                   |    |     |     |     |    |    |    |     |     |     |     |    |      |      |    |     |    |     |     |     |     |     |     |     |     |    |     |     |     |     |     |     |     |     |     |     |     |         | 3     |
| RNL      | Roompot-Nederlandse Loterij     |    |     |     |     |    |    |    |     |     |     |     |    |      |      |    |     |    |     |     |     |     |     |     |     |     |    |     |     |     |     |     |     |     |     |     |     |     |         | 8     |
| SVB      | Sport Vlaanderen-Baloise        |    |     |     |     |    |    |    |     |     |     |     |    |      |      |    |     |    |     |     |     |     |     |     |     |     |    |     |     |     |     |     |     |     |     |     |     |     |         | 12    |
| TNN      | Team Novo Nordisk               |    |     |     |     |    |    |    |     |     |     |     |    |      |      |    |     |    |     |     |     |     |     |     |     |     |    |     |     |     |     |     |     |     |     |     |     |     |         | 3     |
| VCC      | Vital Concept Cycling Clube     |    |     |     |     |    |    |    |     |     |     |     |    |      |      |    |     |    |     |     |     |     |     |     |     |     |    |     |     |     |     |     |     |     |     |     |     |     |         | 9     |
| UHC      | UnitedHealthcare                |    |     |     |     |    |    |    |     |     |     |     |    |      |      |    |     |    |     |     |     |     |     |     |     |     |    |     |     |     |     |     |     |     |     |     |     |     |         | 1     |
| VWC      | Vérandas Willems-Crelan         |    |     |     |     |    |    |    |     |     |     |     |    |      |      |    |     |    |     |     |     |     |     |     |     |     |    |     |     |     |     |     |     |     |     |     |     |     |         | 10    |
| WGG      | Wanty-Groupe Gobert             |    |     |     |     |    |    |    |     |     |     |     |    |      |      |    |     |    |     |     |     |     |     |     |     |     |    |     |     |     |     |     |     |     |     |     |     |     |         | 14    |
| WVA      | WB Veranclassic Aqua Protect    |    |     |     |     |    |    |    |     |     |     |     |    |      |      |    |     |    |     |     |     |     |     |     |     |     |    |     |     |     |     |     |     |     |     |     |     |     |         | 11    |
| WIL      | Wilier Triestina-Selle Italia   |    |     |     |     |    |    |    |     |     |     |     |    |      |      |    |     |    |     |     |     |     |     |     |     |     |    |     |     |     |     |     |     |     |     |     |     |     |         | 6     |
|          | Convites outorgados             | 0  | 3   | 3   | 8   | 3  | 4  | 4  | 7   | 7   | 7   | 7   | 8  | 7    | 4    | 7  | 7   | 7  | 7   | 1   | 11  | 4   | 4   | 4   | 3   | 4   | 4  | 3   | 4   | 5   | 4   | 3   | 7   | 2   | 2   | 6   | 10  | 0   | 1       |       |

### 2019
Na temporada de 2019 inscreveram-se 25 equipas pertencentes a esta categoria. Entraram as novas equipas a Corendon-Circus, Riwal Readynez Cycling Team e a W52-FC Porto, todos eles ascendidos desde a categoria Continental (3 ao todo), enquanto saiu da mesma a Aqua Blue Sport que desapareceu, a Holowesko-Citadel e a CCC Sprandi Polkowice desceram de categoria, assim mesmo se produziu a mudança de nome de vários das equipas por Arkéa Samsic, Roompot-Charles, Neri Sottoli-Selle Italia-KTM e o Wallonie Bruxelles.
| Código UCI | Equipa                                             | País           |
| ---------- | -------------------------------------------------- | -------------- |
| ANS        | Androni Giocattoli-Sidermec                        | Itália         |
| BBH        | Burgos-BH                                          | Espanha        |
| BRD        | Bardiani-CSF                                       | Itália         |
| CJR        | Caja Rural-Seguros RGA                             | Espanha        |
| COC        | Corendon-Circus                                    | Bélgica        |
| COF        | Cofidis, Solutions Crédits                         | França         |
| DMP        | Delko Marseille Provence                           | França         |
| EUS        | Euskadi Basque Country-Murias                      | Espanha        |
| GAZ        | Gazprom-RusVelo                                    | Rússia         |
| HBA        | Hagens Berman Axeon                                | Estados Unidos |
| ICA        | Israel Cycling Academy                             | Israel         |
| MZN        | Manzana Postobón Team (Dissolvido em maio de 2019) | Colômbia       |
| NIP        | Nippo-Vini Fantini-Faizanè                         | Itália         |
| PCB        | Arkéa Samsic                                       | França         |
| RIW        | Riwal Readynez Cycling Team                        | Dinamarca      |
| RLY        | Rally UHC Cycling                                  | Estados Unidos |
| ROC        | Roompot-Charles                                    | Países Baixos  |
| STH        | Neri Sottoli-Selle Italia-KTM                      | Itália         |
| SVB        | Sport Vlaanderen-Baloise                           | Bélgica        |
| TDE        | Direct Énergie                                     | França         |
| TNN        | Team Novo Nordisk                                  | Estados Unidos |
| VCB        | Vital Concept-B&B Hotels                           | França         |
| W52        | W52-FC Porto                                       | Portugal       |
| WGG        | Wanty-Groupe Gobert                                | Bélgica        |
| WVA        | Wallonie Bruxelles                                 | Bélgica        |

### 2020
Na temporada de 2020 obtiveram a licença UCI ProTeam 19 equipas. Entraram as novas equipas Fundação-Orbea e a Um-X Norwegian Development, todos eles ascendidos desde a categoria Continental (2 ao todo), enquanto as equipas Cofidis, Solutions Crédits e a Israel Cycling Academy ascenderam à máxima categoria UCI World Team, por outro lado, as equipas que desceram à categoria Continental foram a W52-FC Porto, e a Hagens Berman Axeon; enquanto as equipas Manzana Postobón Team, Roompot-Charles, e a Euskadi Basque Country-Murias desapareceram. Assim mesmo, se produziu a mudança de nome de vários das equipas pela mudança de suas patrocinadores.
| AFC | Alpecin-Fenix                    | Bélgica        |
| ANS | Androni Giocattoli-Sidermec      | Itália         |
| ARK | Arkéa Samsic                     | França         |
| VCB | B&B Hotels-Vital Concept p/b KTM | França         |
| BCF | Bardiani-CSF-Faizanè             | França         |
| BBH | Burgos-BH                        | Espanha        |
| CJR | Caja Rural-Seguros RGA           | Espanha        |
| CWG | Circus-Wanty Gobert              | Bélgica        |
| FOR | Fundação-Orbea                   | Espanha        |
| GAZ | Gazprom-RusVelo                  | Rússia         |
| NDP | Nippo Delko One Provence         | França         |
| RLY | Rally Cycling                    | Estados Unidos |
| RIW | Riwal Readynez Cycling Team      | Dinamarca      |
| SVB | Sport Vlaanderen-Baloise         | Bélgica        |
| TNN | Team Novo Nordisk                | Estados Unidos |
| TDE | Team Total Direct Énergie        | França         |
| UXT | Uno-X Norwegian Development      | Noruega        |
| THR | Vini Zabù-KTM                    | Itália         |
| WVA | Wallonie Bruxelles               | Bélgica        |